# 叶卡捷琳娜·库拉科娃
叶卡捷琳娜·安德烈耶芙娜·库拉科娃（俄语：Екатерина Андреевна Куракова，2002年6月24日—），俄罗斯、波兰女子花样滑冰运动员，2021年伦巴第杯女子单人滑银牌得主、2021年内伯尔杯女子单人滑银牌得主、2022年伦巴第杯女子单人滑铜牌得主。